# Austrodomus zuluensis
Austrodomus zuluensis là một loài nhện trong họ Gnaphosidae.
Loài này thuộc chi Austrodomus. Austrodomus zuluensis được George Newbold Lawrence miêu tả năm 1947.